# 윌리엄 렌퀴스트
윌리엄 휴브스 렌퀴스트(영어: William Hubbs Rehnquist, 1924년 10월 1일 ~ 2005년 9월 3일)은 미국의 법조인으로 미국의 제16대 연방 대법원장을 지냈다.
위스콘신주 밀워키에서 태어났다. 제2차 세계대전에 참전했고, 전쟁 후 스탠포드 대학교에서 정치학(political science) 전공으로 학사와 석사 학위 취득 후, 하버드 대학교에서 정치학(government) 석사과정을 마쳤으며, 1952년 스탠포드 로스쿨에서 법무박사(J.D.) 학위를 취득했다. 차후에 연방대법원 대법관이 되어 그와 함께 일하게 될 샌드라 데이 오코너가 스탠포드 로스쿨에서 그와 같은 해에 졸업했고 재학 시절 잠시 사귀었다고 알려져 있다. 로스쿨 졸업 후 로버트 잭슨(Robert H. Jackson) 대법관의 재판연구원으로 1952년부터 1953년까지 일했다. 그 후 애리조나주 피닉스에서 변호사로 활동하며, 공화당 보수파와 관계를 맺었다. 리처드 닉슨 행정부에서 법무부 관리로 일하다가 1971년 닉슨 대통령에 의해 대법관으로 임명되었다. 대법관으로 재직하면서 보수적인 판결을 옹호했다. 공립 학교에서의 종교 교육과 사형 제도를 찬성했고, 낙태를 반대했다. 그의 보수적인 태도가 인정되어, 1986년 로널드 레이건 대통령은 그를 연방 대법원장으로 임명하였다. 대법원장이 된 후 그는 보수적인 판결을 더욱 공고히 했으며, 대법원의 대법관들도 보수적 성향의 인물로 채워졌다. 빌 클린턴 대통령 탄핵 사건때에는 탄핵을 찬성했으나, 탄핵이 하원을 통과하지 못해 클린턴 대통령의 탄핵은 이루어지지 않았다. 2000년 대통령 선거에서는 플로리다주의 재검표 사건에서 마지막에 조지 W. 부시의 손을 들어줬다. 그는 일관된 보수적 입장을 견지했으나, 결국 대법원 내에서 보수파와 진보파의 분열을 조장했다는 비난도 받았다. 그는 암에 걸렸지만 계속 직무를 수행했고, 2005년 9월 건강이 갑자기 악화되어 사망하였다.
| 전임 워런 E. 버거 | 제16대 미국의 연방 대법원장 1986년 - 2005년 | 후임 존 로버츠 |